# 武藤弘和
武藤 弘和（むとう ひろかず）は、日本の技術者、実業家。

## 概要
1978年に東京大学を卒業して日本電信電話公社に入社。NTTでフリーダイヤルを市場導入する実務の責任者を務める。
2010年よりNTTネクシアの社長。2017年よりNTTコムウェアの監査。日本公衆電話会会長。東京藝術大学監事。東京カメラ部顧問。
秋葉原通り魔事件で娘を亡くした。娘は東京藝術大学に在学していた。この亡くした娘の夭折を悼み意志を受け継ぐ学生を応援するために、NTTグループの社員からの募金で奨学金が設立された。東京藝術大学音楽学部の成績優秀者への奨学金と、教育研究活動の助成金が給付される。